# Seljani (Konjic-Nevesinje)
Pour les articles homonymes, voir Seljani.
Seljani (en cyrillique : Сељани) est un village de Bosnie-Herzégovine. Il est situé dans la municipalité de Konjic, dans le canton d'Herzégovine-Neretva et dans la fédération de Bosnie-et-Herzégovine. Selon les premiers résultats du recensement bosnien de 2013, il ne compte aucun habitant.
Avant la guerre de Bosnie-Herzégovine, le village faisait entièrement partie de la municipalité de Nevesinje ; après la guerre et à la suite des accords de Dayton (1995), une partie de son territoire a été intégrée dans la municipalité de Konjic.

## Démographie

### Évolution historique de la population
| 1948 | 1953 | 1961 | 1971 | 1981 | 1991 | 2013 |
| ---- | ---- | ---- | ---- | ---- | ---- | ---- |
| -    | -    | 245  | 219  | 182  | 100  | 0    |

|  |